# أليكس كوك
أليكس كوك (بالإنجليزية: Alex Coke)‏ هو عازف جاز أمريكي، ولد في 1953 في دالاس في الولايات المتحدة.

## وصلات خارجية
- الموقع الرسمي
- أليكس كوك على موقع ميوزك برينز (الإنجليزية)
- أليكس كوك على موقع أول ميوزيك (الإنجليزية)
- أليكس كوك على موقع ديسكوغز (الإنجليزية)